# Лейла Генджер

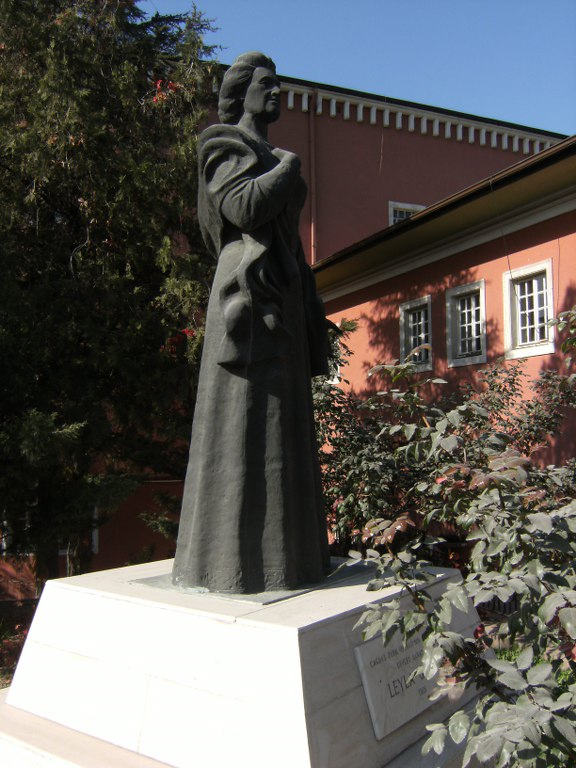
Пам'ятник Лейли Генджер перед Державною оперою в Анкарі

Лейла Генджер (тур. Leyla Gencer; справжє ім'я Айше Лейла Чейрекгіль (тур. Ayşe Leyla Çeyrekgil); 10 жовтня 1928 (за іншими даними, 1924), Полонезкьой, Туреччина — 10 травня 2008, Мілан, Італія) — турецька оперна співачка (сопрано) та музичний педагог.

## La Diva Turca
Лейла Генджер була відомою співачкою бельканто (сопрано), більшу частину своєї кар'єри провела в Італії, та відома у світі опери під прізвиськами «La Diva Turca» (турецька діва) і «La Regina» (королева). Більша частина її виступів припадає на початок 50-х і до середини 80-х років ХХ століття, до її репертуару входить біль ніж сімдесят партій. Записів її виступів за життя збереглось дуже мало, записи її виступів збереглись переважно у вигляді численних нелегальних записів. Найбільш відомою Лейла Генджер є за виконанням партій з опер Доніцетті.

## Ранні роки
Справжнє ім'я співачки — Айше Лейла Чейрекгіль (тур. Ayşe Leyla Çeyrekgil). Народилась вона 10 жовтня 1928 року в селі Полонезкьой неподалік Стамбула. Мати майбутньої співачки, Лександра Ангела Мінаковська, була полькою за національністю та походила з литовської шляхти, виросла в сім'ї католиків, проте після смерті чоловіка прийняла іслам та взяла собі ім'я Атіє. Батько майбутньої співачки, Хасанзаде Ібрагім Бей, пізніше прийняв прізвище Чейрекгіль згідно турецького закону про прізвища 1934 року, був багатим турецьким підприємцем, та сповідував іслам. У 1948 році Лейла одружилася з Ібрагімом Генджером, банкіром із впливової родини Іпекчі.

## Навчання та початок кар'єри
Лейла Генджер рано втратила батька. Вона жила в районі Чубуклу на анатолійській стороні Стамбула, та розпочала займатися музикою в Стамбульській консерваторії. за деякий час майбутня співачка була вимушена перервати навчання, та перебратися до Анкари. Там вона отримувала приватні уроки в італійської співачки сопрано Джанніни Аранжі-Ломбарді, а після її смерті навчалась в італійського баритона Аполло Гранфорте. До 1950 року Лейла Генджер співала в хорі Турецького державного театру, дебютувала в опері в Анкарі партією Сантуцци в опері «Сільська честь» Масканьї. За кілька років Генджер стала відомою та популярною співачкою в Туреччині.

## Кар'єра в Італії
У 1953 році Лейла Генджер дебютувала в Італії в неаполітанському театрі Сан-Карло партією Сантуцци в опері «Сільська честь». У 1957 році в театрі «Ла Скала» вона виконала партію мадам Лідуан на світовій прем'єрі опери Франсіса Пуленка «Діалоги кармеліток». З 1957 до 1983 року вона постійно виступала в «Ла Скала», і за цей час виконала 19 партій, включно з Леонорою в «Силі долі», Елізабетту в «Дон Карлосі», головну роль в Аїді, Леді Макбет у «Макбеті», головну роль у «Нормі», Оттавію в «Коронації Поппеї». З 1956 року вона неодноразово гастролювала за кордоном, зокрема в 1956 році в Опері Сан-Франциско в США, у 1960 році в СРСР у Большому театрі та Азербайджанській державній філармонії, у Великій Британії в Ковент-Гардені у 1962 році.
Протягом усієї своєї кар'єри Лейла Генджер славилась інтерпретацією творів Гаетано Доніцетті. Серед її кращих робіт були партії в операх «Белізаріо», «Поліевкт», «Анна Болейн», «Лукреція Борджіа», «Марія Стюарт» і «Катаріна Корнаро», проте найбільш цінувався виступ співачки в «Роберто Деверо». Окрім партій бельканто до репертуару співачки входили твори таких композиторів, як Глюк, Моцарт, Монтеверді, Чілеа, Керубіні, Спонтіні, Пуччіні, Массне, Чайковський, Прокоф'єв, Бойто, Бріттен, Пуленк, Майр, Менотті, Вебер, Вайнбергер і Рокка. Окрім того, співачка часто виконувала партії у маловідомих операх, зокрема «Міль» Антоніо Смарельї, «Єлизавета, королева Англійська» Россіні та «Альцеста» Глюка. Широкий діапазон її голосу дозволяв Лейлі Генджер із легкістю переходити від ліричного сопрано до драматичних колоратур.

## Закінчення кар'єри та останні роки життя
Лейла Генджер завершила свою оперну кар'єру на сцені в 1985 році, проте до 1992 році продовжувала концертну діяльність. З 1982 року вона займалась навчанням молодих оперних співаків, була директором Академії оперних співаків при театрі Ла Скала у 1983—1988 роках. У 1997—1998 роках маестро Рікардо Муті доручив їй роботу художнього керівника в школі Ла Скали для молодих співаків. Як художній керівник школи молодих співаків вона спеціалізувалась на викладанні оперної інтерпретації.
У 2007 році турецька співачка усе ще вела досить активний спосіб життя, та була наставницею молодих артистів у театрі Ла Скала на прохання музичного керівника театру маестро Рікардо Муті.
Померла Лейла Генджер 10 травня 2008 року в Мілані. Після відспівування в церкві Сан-Бабіла та подальшої кремації в Мілані, її прах, згідно бажання померлої, перевезли до Стамбула та розвіяли 16 травня над водами протоки Босфор.

### Статті
- The Independent Leyla Gencer: Operatic soprano idolised in Italy [Архівовано 16 вересня 2017 у Wayback Machine.] (англ.)
- The Guardian A Turkish soprano of great dramatic power, she excelled in a wide range of Italian opera [Архівовано 20 липня 2008 у Wayback Machine.] (англ.)
- Times Turkish operatic soprano who excelled in bel canto and Verdi roles [Архівовано 24 травня 2010 у Wayback Machine.] (англ.)
- The New York Times Leyla Gencer, Turkish-Born Soprano and a Popular Star of La Scala, Dies [Архівовано 24 липня 2016 у Wayback Machine.] (англ.)
- Los Angeles Times Turkish soprano thrived in Italy [Архівовано 17 травня 2008 у Wayback Machine.] (англ.)
- International Herald Tribune Leyla Gencer (англ.)
- Boston Herald Soprano Leyla Gencer, known as La Diva Turca, dies in Milan [Архівовано 22 лютого 2012 у Wayback Machine.] (англ.)
- The Boston Globe Leyla Gencer; Turkish soprano made mark on Italian stage [Архівовано 30 травня 2015 у Wayback Machine.] (англ.)
- BBC Turkish soprano Leyla Gencer dies [Архівовано 5 березня 2016 у Wayback Machine.] (англ.)
- Turkish Daily News Turkish opera diva Leyla Gencer dies (англ.)